# Scalby
Scalby is een plaats en civil parish in het bestuurlijke gebied Scarborough, in het Engelse graafschap North Yorkshire.